# هوست
هوست (انگلیسی: Host) شرکت املاک آمریکایی است، که در سالز۱۹۹۳ تأسیس شد.